# 蘇拉亞鄉
45°41′N 27°24′E / 45.683°N 27.400°E
蘇拉亞鄉（羅馬尼亞語：Comuna Suraia, Vrancea），是羅馬尼亞的鄉份，位於該國東部，由弗朗恰縣負責管轄，面積52平方公里，海拔高度23米，2002年人口5,776，人口密度每平方公里112人。